# 兵庫県立西はりま特別支援学校
兵庫県立西はりま特別支援学校（ひょうごけんりつ にしはりまとくべつしえんがっこう）は、兵庫県たつの市新宮町光都一丁目にある公立特別支援学校。知的障害がある児童・生徒を教育対象とする。
播磨科学公園都市内に位置し、隣の西播磨総合リハビリテーションセンターとは回廊でつながっている。

## 歴史
「沿革」による。
- 2004年（平成16年）11月1日 - 「兵庫県立盲学校、兵庫県立聾学校及び兵庫県立養護学校の設備及び管理に関する条例の一部を改正する条例」施行、開校準備室を兵庫県立播磨養護学校内に置く。
- 2005年（平成17年）4月1日 - 現在地に兵庫県立西はりま養護学校開校。
- 2007年（平成19年）4月1日 - 校名を兵庫県立西はりま特別支援学校に変更

## 設置学部
- 小学部
- 中学部
- 高等部

## 通学区域
校区が広大なため、スクールバスを10台運行している。
- 相生市（相生市立矢野川中学校校区のみ）
- 宍粟市
- たつの市
- 太子町
- 上郡町
- 佐用町